# Partech Partners
Partech est un fonds de capital-risque transatlantique spécialisé dans les technologies de l'information et de la communication.

## Histoire
Partech est fondé en 1982 comme filiale de la banque Paribas, sous le nom Paribas Technologies. Le fonds s'installe en Californie en 1985. En 2008, Partech est racheté par deux de ses associés. Ils ont rejoint Partech respectivement en 1996 et 2001 et l’un des deux en est toujours à la tête. En décembre 2014, Partech inaugure le Partech Shaker, un campus destiné à l’open innovation.
En juillet 2017, Partech boucle une nouvelle levée de fonds de 400 millions d'euros. En janvier 2018 est lancé le fonds Partech Africa, destiné aux startups africaines. Il a réuni 125 millions d'euros en janvier 2019. En février 2023 est lancé le fonds Partech Africa II qui a été annoncé pour un montant de 300 millions de dollars en février 2024. Il a lancé le fonds Impact, destiné aux startups qui répondent aux défis environnementaux et sociaux, et l'a annoncé en décembre 2023.
L'entreprise dispose d'une présence en Amérique du Nord, en Afrique, en Europe et en Israël durant un temps.

## Fonds en activité

### Fonds d'amorçage
- Partech Entrepreneur, destiné à financer des start-ups[12].
- Partech Entrepreneur II est un fonds d’amorçage de 60 millions d’euros lancé en janvier 2015, pour l'investissement investir dans le numérique et les technologies de l'information[13]. 100 millions d'euros supplémentaires sont levés en décembre 2016[14].
- Partech Entrepreneur III est bouclé en Avril 2020 pour un montant de 100 millions d’euros pour continuer l’investissement dans les startups à travers le monde[15].
- Partech Entrepreneur IV a été annoncé en décembre 2022 pour un montant de 120 millions d'euros[16],[17].

### Fonds de capital-risque
- Partech International VI est un fonds de capital-risque bouclé en décembre 2011 pour un montant de 100 millions d’euros, porté à 130 millions d’euros en octobre 2013[18].
- Partech International VII est lancé en 2017 pour un montant de 400 millions d’euros[19].
- Partech Venture est lancé en 2023 pour un montant de 360 millions d’euros[20].

### Fonds de développement
- Partech Growth est lancé en janvier 2015 pour un montant de 200 millions d’euros[21],[22].
- Partech Growth 2 est lancé en novembre 2021 pour un montant de 650 millions d’euros[23].

### Fonds Afrique
- Partech Africa I est lancé en 2019 pour un montant de 125 millions d’euros[24].
- Partech Africa II est lancé en 2024 pour un montant de 245 millions d’euros[25].

### Fonds Impact
- Partech Impact a été annoncé en 2023, avec un objectif cible de 300 millions d'euros[9].